# 552 Sigelinde
552 Sigelinde eller 1904 PO är en asteroid i huvudbältet, som upptäcktes 14 december 1904 av den tyske astronomen Max Wolf i Heidelberg. Den har fått sitt namn efter Sieglinde i Richard Wagners opera Valkyrian.
Asteroiden har en diameter på ungefär 88 kilometer.